# Jogo do bicho

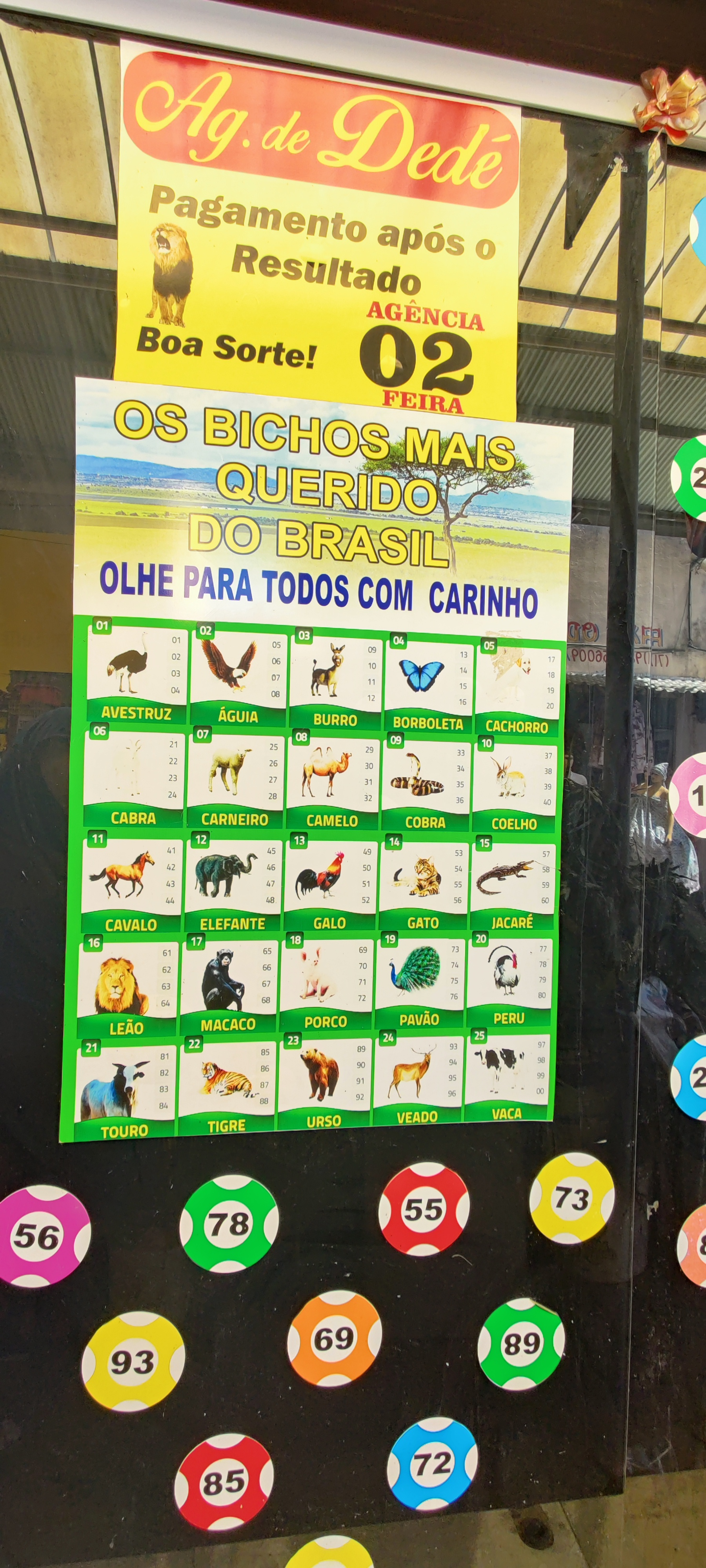
Jogo do Bicho à la Feira de São Joaquim.

Le jogo do bicho (« jeu de l'animal » en français) est un jeu de hasard illégal brésilien. Très populaire à travers le pays, surtout du sud-est, le jeu est un type de loterie organisée régionalement par des organisations clandestines dont les dirigeants sont appelés contraventores (« contrevenants »), bicheiros ou banqueiros (« banquiers »). À l'inverse de la plupart des loteries officielles, il est possible de parier sans limite de mise, ni supérieure ni inférieure. En dépit de sa popularité, il est officiellement interdit, bien que plus ou moins toléré, principalement à Rio de Janeiro.

## Le jeu
Le nom du jeu vient de l'association d'animaux aux numéros, afin d'aider à la mémorisation. Chaque animal est associé à une séquence de 4 numéros compris entre 1 et 100 (01 à 04 pour l'autruche, 05 à 08 pour l'aigle, etc.).
Les animaux sont :
1. Autruche (avestruz en portugais)
2. Aigle (águia)
3. Âne (burro)
4. Papillon (borboleta)
5. Chien (cachorro)
6. Chèvre (cabra)
7. Mouton (carneiro)
8. Chameau (camelo)
9. Serpent (cobra)
10. Lapin (coelho)
11. Cheval (cavalo)
12. Éléphant (elefante)
13. Coq (galo)
14. Chat (gato)
15. Caïman (jacaré)
16. Lion (leão)
17. Singe (macaco)
18. Cochon (porco)
19. Paon (pavão)
20. Dindon (peru)
21. Taureau (touro)
22. Tigre (tigre)
23. Ours (urso)
24. Cerf (veado)
25. Vache (vaca)

Traditionnellement, on pouvait parier sur quatre types de mises :
- cabeça (« tête » en français) : pari sur un animal qui permet de remporter 25 fois sa mise;
- dezena (« dizaine » en français) : pari sur un nombre de 01 à 00 (ou 100) qui permet de remporter 100 fois sa mise.
- centena (« centaine » en français) : pari sur un nombre de 001 à 000 (ou 1 000) qui permet de remporter 1 000 fois sa mise.
- milhar (« millier » en français) : pari sur un nombre de 0001 à 0000 (ou 10 000) qui permet de remporter 10 000 fois sa mise.

Aujourd'hui, les types de pari et les gains obéissent à des règles plus complexes.